# Prothema sinuosa
Prothema sinuosa là một loài bọ cánh cứng trong họ Cerambycidae.